# Фторосульфонат лития
Фторосульфонат лития — неорганическое соединение,
соль лития и фторсульфоновой кислоты с формулой LiSO3F,
бесцветные кристаллы,
растворяется в воде,
образует кристаллогидраты.

## Физические свойства
Фторосульфонат лития образует бесцветные кристаллы
моноклинной сингонии,
пространственная группа C 2/m,
параметры ячейки a = 0,854 нм, b = 0,762 нм, c = 0,498 нм, β = 90,0°, Z = 4 .
Растворяется в воде, этаноле, диэтиловом эфире, ацетоне.
Образует кристаллогидрат состава LiSO3F•3H2O, который плавится в собственной кристаллизационной воде при 60-61°С.